# Künes (Fluss)

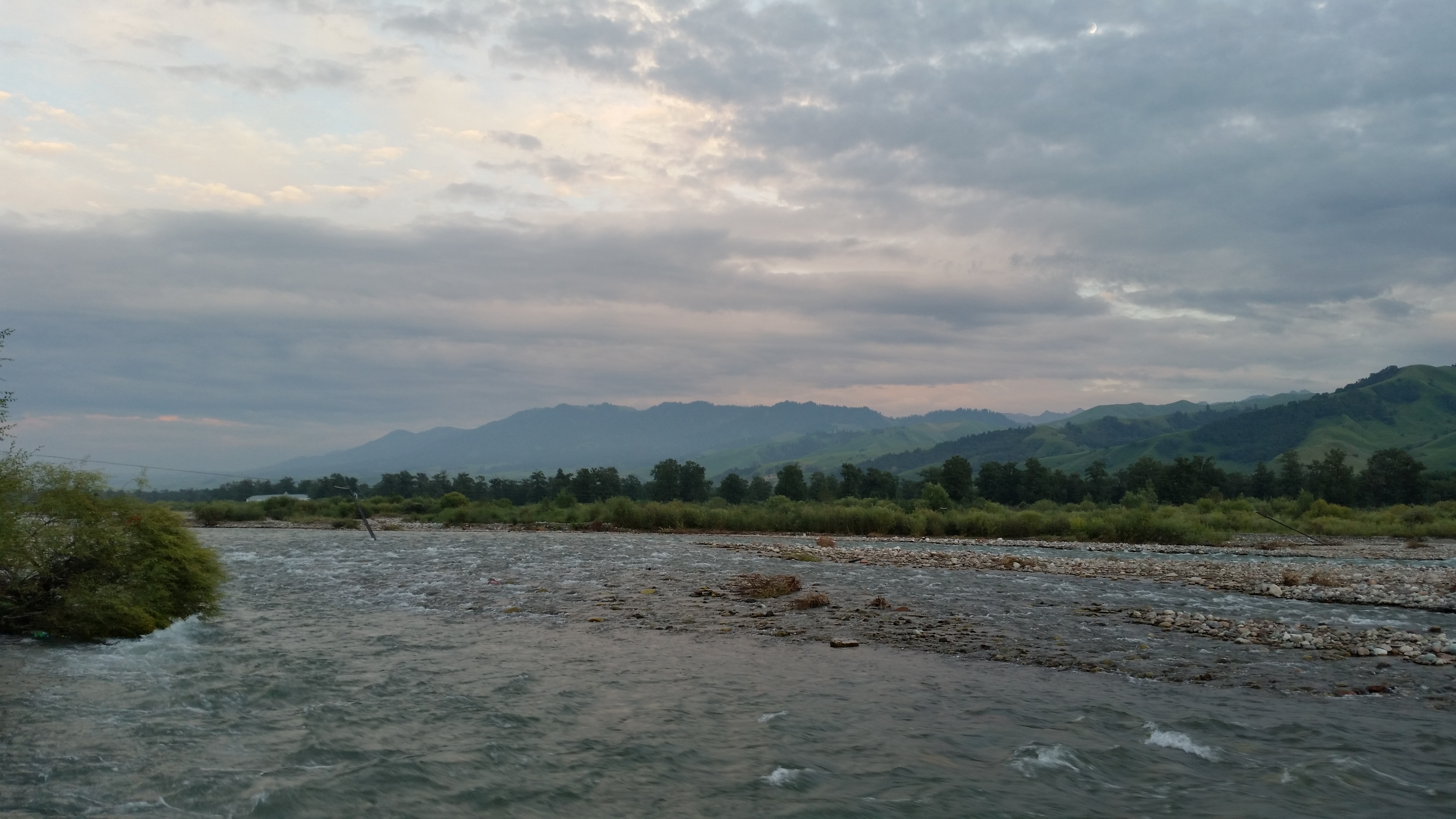
Foto des Künes bei Nalati.

Der Künes (chinesisch 巩乃斯河, Pinyin Gǒngnǎisī Hé) ist der rechte Quellfluss des Ili im Uigurischen Autonomen Gebiet Xinjiang im Nordwesten der Volksrepublik China. 
Der Künes entspringt an der Südflanke des Irenchabirga im östlichen Tian Shan. Von dort fließt der Fluss in westlicher Richtung durch ein breites Hochtal im gleichnamigen Kreis Künes und trifft nach 220 km auf den von Süden kommenden Tekes. In den Sommermonaten kommt es regelmäßig zu Überflutungen.  Ein Teil des Wassers wird zu Bewässerungszwecken abgeleitet.